# Papagei von Antiochia

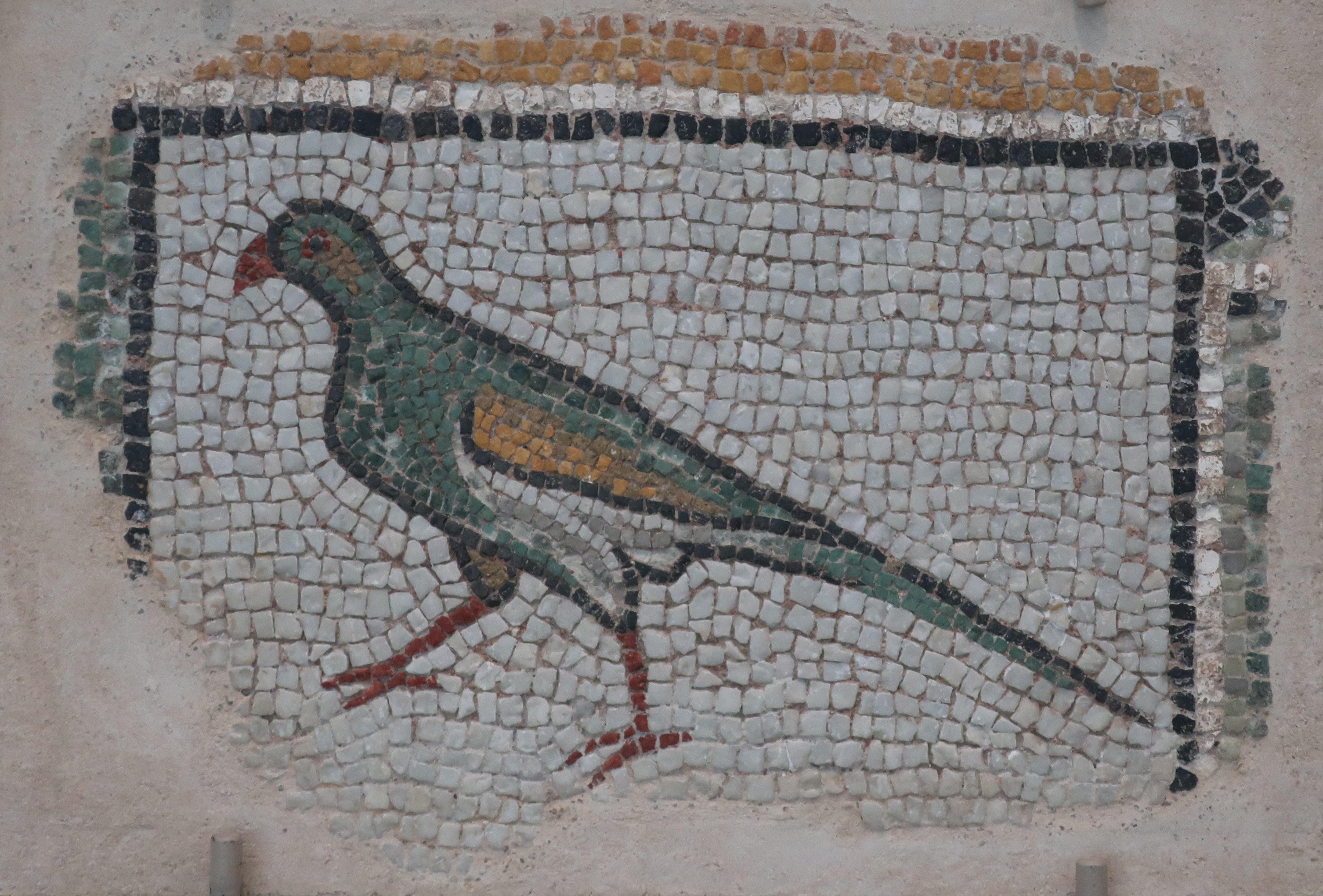
Papagei, Mosaik aus Syrien, um 400 n. Chr. (Kimbell Art Museum, Fort Worth)

Der Papagei von Antiochia war ein dressierter Vogel, der um 477 n. Chr. auf dem großen Platz vor der Hauptkirche von Antiochia am Orontes zur Schau gestellt wurde. Das Tier war dadurch bemerkenswert, dass es den liturgischen Gesang des Trisagion in monophysitischer Fassung vortragen konnte: „Heiliger Gott, heiliger Starker, heiliger Unsterblicher, der du für uns gekreuzigt worden bist, erbarme dich unser.“ Diese Fassung des Trisagion war von Petrus Fullo, dem Patriarchen von Antiochia, um 471 in die Liturgie eingeführt worden. Zur Freude des Publikums spreizte der Papagei dabei auch seine Flügel ab, was an die Form eines Kreuzes erinnerte.
Isaak von Antiochia widmete dem Papagei ein umfangreiches, 1068 Verse umfassendes Gedicht in syrischer Sprache (Carmen de avi illa, quae Antiochiae Trishagion cantavit). Bei den Dichtungen Isaaks wurde in der älteren Forschung diskutiert, ob er eine orthodoxe Christologie vertreten habe und seine Dichtungen später von monophysitischen Kopisten überarbeitet worden seien. Das Papageiengedicht spricht aber dafür, dass Isaak selbst Monophysit war.
Der Musikwissenschaftler Jacques Handschin vertrat die These, dass der Papagei von Antiochia kein dressierter Vogel, sondern ein mechanisches Musikinstrument gewesen sei.
Mit seinem öffentlichen Vortrag des Trisagion positionierte sich der Papagei sozusagen in den monophysitischen Streitigkeiten seiner Zeit, ohne dass diese für ihn eine Bedeutung hatten. Wegen dieses Paradoxons wurde der Papagei von Antiochia in der theologischen Literatur öfter angeführt, beispielsweise von Eberhard Jüngel: „Denn was der Bekenntnispapagei aufzusagen hat, ist eben ein Papageienbekenntnis, mehr nicht. … Der Papagei kann zwar orthodox oder häretisch zitieren, aber orthodox oder häretisch werden kann er nicht.“